# Sigrid

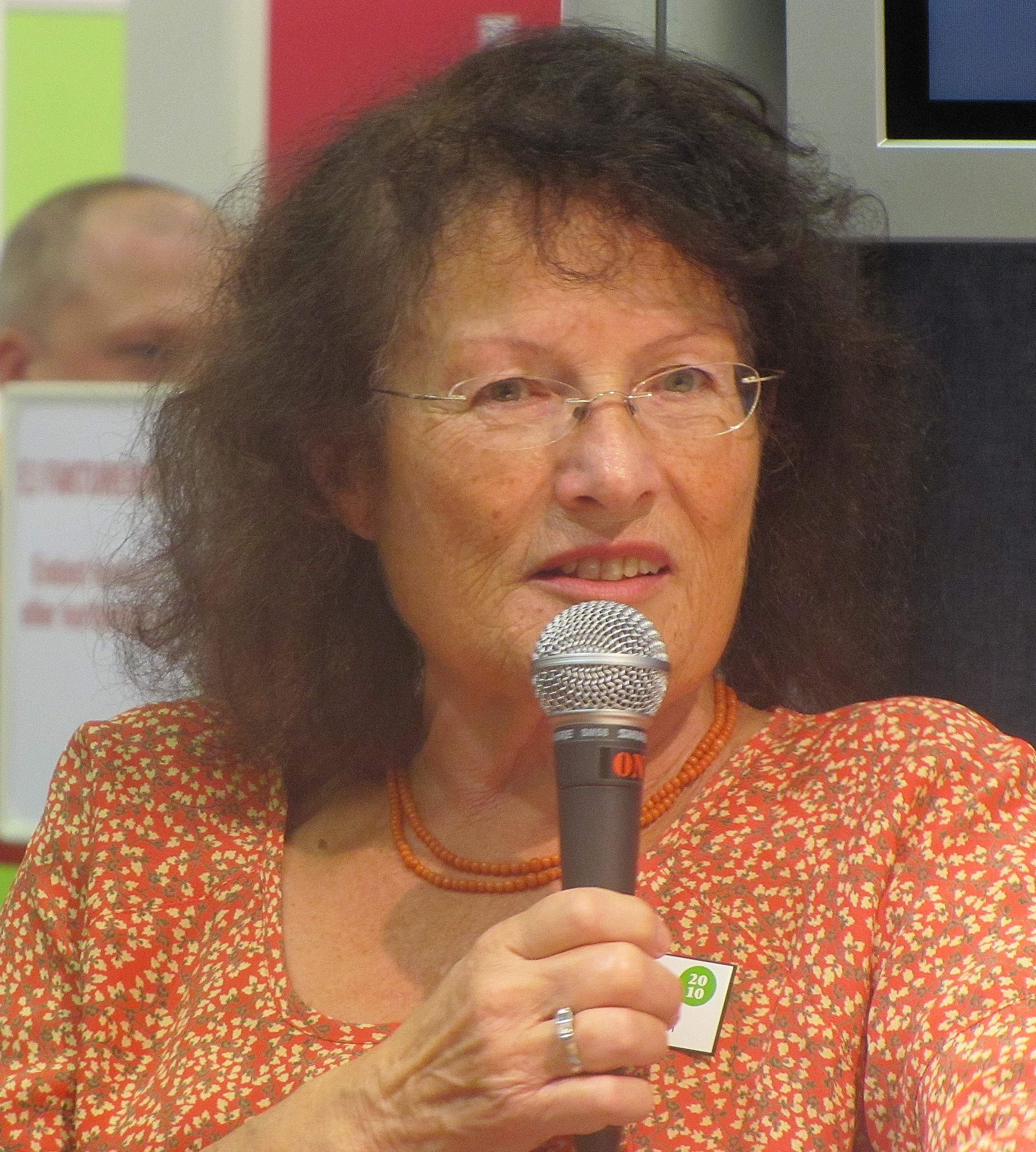
Sigrid Combüchen, 2010.

Sigrid, är ett fornnordiskt kvinnonamn ursprungligen Sigfrid som är sammansatt av orden sig, seger och frid som betyder vacker, skön.
Äldsta belägg för förekomst i Sverige är en runskrift från 1000-talet på Mervallastenen, Södermanland, Sigrid lät resa denna sten efter Sven, sin make. Han hade ofta seglat till Semgallen med dyrbar knarr, om Domenäs. (Sö 198) 
Namnet var ett modenamn kring förra sekelskiftet. Den 31 december 2012 fanns det totalt 13 179 personer i Sverige med namnet Sigrid, varav 5 194 med det som tilltalsnamn/förstanamn. År 2003 fick 1 flicka namnet som tilltalsnamn och år 2021 fick 353 flickor namnet Sigrid.
Namnsdag i Sverige: 15 september. I den finlandssvenska namnsdagslängden har Sigrid namnsdag 19 juni sedan starten 1929, då en egen namnsdagskalender togs i bruk för finlandssvenskar, tillsammans med Siri.

## Personer med namnet Sigrid
- Sigrid Storråda, svensk drottninggemål till kung Erik Segersäll och Sven Tveskägg (kan ha hetat Gunilla)
- Sigrid Knutsdotter, svensk prinsessa, dotter till kung Knut I
- Sigrid Eriksdotter Vasa, svensk prinsessa, dotter till kung Erik XIV
- Sigrid Banér, grundare av ett stipendium
- Sigrid Bernson, dansare och artist
- Sigrid Boo, norsk författare
- Sigrid Combüchen, svensk författare
- Sigrid Ekendahl, svensk politiker
- Sigrid Gillner, svensk politiker
- Sigrid Hjertén, konstnär
- Sigrid Holm, svensk politiker
- Sigrid Johansson, bågskytt
- Sigrid Kahle, författare
- Sigrid Kruse, svensk politiker
- Sigrid Raabe (artistnamn Sigrid), norsk sångerska
- Sigrid Rudebeck, reformpedagog
- Sigrid Sparre, hovdam
- Sigrid Thornton, australisk skådespelare
- Sigrid Torsk, svensk juvelerare.
- Sigrid Undset, norsk författare och nobelpristagare